# ضريح النبي جاد
مقام وضريح النَّبي جاد بن يَعقوب يقع على تل الجادور وسط مقبرة إسلامية في مدينة السلط في الأردن، وهو عبارة عن مسجد حديث يعود تاريخ بنائه للعام 1958، فيه قبرٌ يُنسب للنبي جاد ويُقال له أيضًا "جادور"، أحد أخوة النبي يوسف بن يعقوب.

## معرض الصور

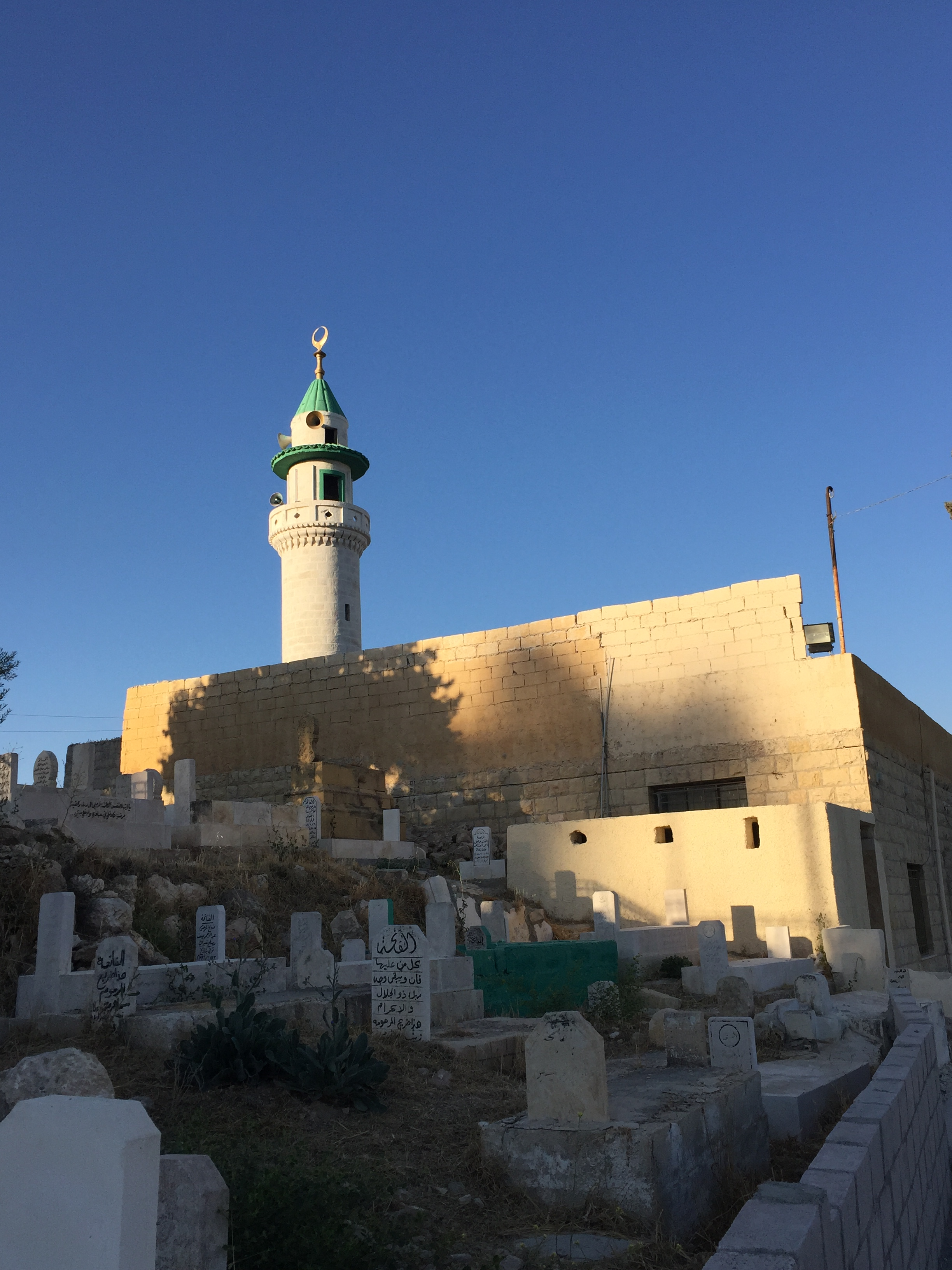
المسجد المُقام على الضريح كما يبدو وسط المقبرة الإسلامية